# Nongshim Cup
La Nongshim Cup (anche nota col nome inglese di «Shin Ramyun Cup World Baduk Championship») è un torneo internazionale di Go, nel corso del quale le squadre di Cina, Corea e Giappone si incontrano per il titolo. La competizione è sponsorizzata dall'azienda coreana Nongshim a partire dal 1999, quando ha sostituito la coppa Jinro. Gli incontri sono divisi in tre fasi che si disputano in tre città differenti.
Le prime sei edizioni furono dominate dalla squadra sudcoreana, principalmente grazie al dominio di Lee Chang-ho; questa sequenza di vittorie fu interrotta nel 2006 con la vittoria della squadra giapponese, guidata da Yoda Norimoto. Da allora la competizione è combattuta tra Corea del Sud e Cina.
Nel 2024 è stata disputata anche la prima edizione della Nongshim Baeksansu Cup, una competizione simile alla Nongshim Cup, ma riservata a tre squadre di quattro goisti ciascuna, tutti nati prima del 1969; il premio è di 180 milioni di won.

## Formato
La Nongshim Cup riunisce dei giocatori dalla Corea del Sud, dal Giappone e dalla Cina. Ogni squadra invia i 5 migliori giocatori per competere, di solito scelti anche tramite un torneo di qualificazione.
L'ordine con cui le squadre giocano è sorteggiato all'inizio e mantenuto per il resto della competizione. Ciascuna squadra decide via via chi dei propri giocatori non ancora eliminati far competere in una partita. I primi due giocatori competono in un incontro da 1 ora ciascuno più 1 byoyomi da 1 minuto; lo sconfitto è eliminato mentre il vincitore continua a giocare, incontrando un altro giocatore dell'altra squadra avversaria. Le partite proseguono fin quando una squadra non elimina tutti i giocatori avversari. Il formato della competizione è tale che la squadra che vince non è necessariamente quella che ha vinto più incontri.
Il premio è di 500 milioni di Won (circa 350000 €), mentre prima del 2016 erano 200 milioni di Won (circa 140000 €). I goisti che vincono tre incontri consecutivi riceve un premio di 10 milioni di Won, più altri 10 milioni per ciascuna partita vinta successivamente. Il massimo numero di incontri vinti consecutivamente dallo stesso goista è sette: questa impresa è stata portata a termine da tre goisti cinesi, Fan Tingyu (due volte, nel 2017 e nel 2019), Yang Dingxin (2020), e Xie Erhao (2023).

## Albo d'oro

### Nongshim Cup
I numeri indicati di fianco al nome della squadra indicano le vittorie e le sconfitte, rispettivamente.
| Edizione | Anno      | Vincitore            | Secondo posto        | Terzo posto          | Vincitore ultimo incontro | Vittorie consecutive                  |
| -------- | --------- | -------------------- | -------------------- | -------------------- | ------------------------- | ------------------------------------- |
| 1        | 1999–2000 | Corea del Sud 6-4    | Cina 4-5             | Giappone 4-5         | Lee Chang-ho              | Chang Hao 3                           |
| 2        | 2000–2001 | Corea del Sud 7-4    | Giappone 4-5         | Cina 3-5             | Lee Chang-ho              | Choi Cheol-han 3                      |
| 3        | 2001–2002 | Corea del Sud 6-4    | Cina 7-5             | Giappone 1-5         | Lee Chang-ho              | Luo Xihe 3                            |
| 4        | 2002–2003 | Corea del Sud 6-4    | Cina 6-5             | Giappone 2-5         | Lee Chang-ho              | Hu Yaoyu 5; Park Yeong-hun 4          |
| 5        | 2003–2004 | Corea del Sud 5-4    | Giappone 6-5         | Cina 3-5             | Lee Chang-ho              | Kobayashi Koichi, Weon Seong-jin 3    |
| 6        | 2004–2005 | Corea del Sud 6-4    | Cina 4-5             | Giappone 4-5         | Lee Chang-ho              | Lee Chang-ho 5                        |
| 7        | 2005–2006 | Giappone 6-4         | Corea del Sud 5-5    | Cina 3-5             | Norimoto Yoda             | Norimoto Yoda, Cho Han-seung 3        |
| 8        | 2006–2007 | Corea del Sud 6-4    | Cina 6-5             | Giappone 2-5         | Lee Chang-ho              | Peng Quan 5; Park Yeong-hun 4         |
| 9        | 2007–2008 | Cina 7-3             | Corea del Sud 4-5    | Giappone 2-5         | Chang Hao                 | Chang Hao 4; Mok Jin-seok, Wang Xi 3  |
| 10       | 2008–2009 | Corea del Sud 7-3    | Cina 5-5             | Giappone 1-5         | Lee Se-dol                | Kang Dong-yun 5; Tuo Jiaxi 4          |
| 11       | 2009–2010 | Corea del Sud 6-4    | Cina 6-5             | Giappone 2-5         | Lee Chang-ho              | Xie He 5; Kim Ji-seok, Lee Chang-ho 3 |
| 12       | 2010–2011 | Corea del Sud 7-3    | Cina 4-5             | Giappone 2-5         | Choi Cheol-han            | Xie He, Choi Cheol-han 4              |
| 13       | 2011–2012 | Cina 8-4             | Corea del Sud 6-5    | Giappone 0-5         | Xie He                    | Tan Xiao, Kim Ji-seok 4; Xie He 3     |
| 14       | 2012–2013 | Corea del Sud 6-4    | Cina 7-5             | Giappone 1-5         | Park Jung-hwan            | Tan Xiao, Wang Xi, Choi Cheol-han 3   |
| 15       | 2013–2014 | Cina 8-4             | Corea del Sud 5-5    | Giappone 1-5         | Shi Yue                   | Fan Tingyu, Chen Yaoye 3              |
| 16       | 2014–2015 | Cina 6-3             | Corea del Sud 4-5    | Giappone 3-5         | Lian Xiao                 | Wang Xi 4                             |
| 17       | 2015-2016 | Cina 5-4             | Corea del Sud 5-5    | Giappone 4-5         | Ke Jie                    | Ichiriki Ryo, Gu Li, Lee Se-dol 3     |
| 18       | 2016-2017 | Cina 8-1             | Corea del Sud 2-5    | Giappone 1-5         | Fan Yunruo                | Fan Tingyu 7                          |
| 19       | 2017-2018 | Corea del Sud 8-3    | Cina 5-5             | Giappone 0-5         | Kim Ji-seok               | Shin Min-jun 6; Dang Yifei 5          |
| 20       | 2018-2019 | Cina 8-1             | Corea del Sud 2-5    | Giappone 1-5         | Dang Yifei                | Fan Tingyu 7                          |
| 21       | 2019-2020 | Cina 8-4             | Corea del Sud 5-5    | Giappone 1-5         | Ke Jie                    | Yang Dingxin 7                        |
| 22       | 2020-2021 | Corea del Sud 7-3    | Cina 4-5             | Giappone 2-5         | Shin Jin-seo              | Shin Jin-seo 5; Gu Zihao 3            |
| 23       | 2021-2022 | Corea del Sud 6-4    | Giappone 5-5         | Cina 3-5             | Shin Jin-seo              | Iyama Yuta, Shin Jin-seo 4            |
| 24       | 2022-2023 | Corea del Sud 7-4    | Cina 6-5             | Giappone 1-5         | Shin Jin-seo              | Kang Dong-yun 4; Fan Tingyu 3         |
| 25       | 2023-2024 | Corea del Sud 6-4    | Cina 7-5             | Giappone 1-5         | Shin Jin-seo              | Xie Erhao 7; Shin Jin-seo 6           |
| 26       | 2024-2025 | Corea del Sud 7-4    | Cina 6-5             | Giappone 1-5         | Shin Jin-seo              | Kim Myeong-hoon 4; Xie Erhao 3        |
| 27       | 2025-2026 | preliminari in corso | preliminari in corso | preliminari in corso | preliminari in corso      | preliminari in corso                  |

#### Per nazione
| Nazione       | Vittorie | Secondi posti |
| ------------- | -------- | ------------- |
| Corea del Sud | 17       | 9             |
| Cina          | 8        | 14            |
| Giappone      | 1        | 3             |

### Nongshim Baeksansu Cup
| Edizione | Anno      | Vincitore         | Secondo posto     | Terzo posto  | Vincitore ultimo incontro | Vittorie consecutive                                 |
| -------- | --------- | ----------------- | ----------------- | ------------ | ------------------------- | ---------------------------------------------------- |
| 1        | 2023-2024 | Corea del Sud 4-3 | Giappone 4-4      | Cina 3-4     | Yoo Chang-hyuk            | nessuno ha conquistato almeno 3 vittorie consecutive |
| 2        | 2024-2025 | Cina 6-1          | Corea del Sud 2-4 | Giappone 1-4 | Cao Dayuan                | Rui Naiwei, 5 vittorie                               |